# Relatív többségi szavazás
A relatív többségi szavazás egy választási rendszer, a kifejezés alatt rendszerint az egyfordulós, egy X-es szavazást értik, egy győztes megválasztására, relatív többségi szabállyal. A relatív többségi szavazásban egy szavazó egy szavazatot adhat le egy egyéni jelöltre, és a legtöbb szavazatot szerző jelölt nyer, még akkor is, ha a legjobb jelölt nem szerzi meg a szavazatok legalább felét (50%-nál kevesebbet kap). Az előző négy elem bármelyikének kicserélése (több forduló, több X, több győztes vagy más szabály) már más választási rendszert határoz meg.
A relatív többségi szavazás az angol first-past-the-post (FPTP) is ismert, ami az „első befutó” rendszerét jelenti, illetve a szakirodalom first preference plurality (FPP), azaz első-preferenciás relatív többségi szavazás vagy single-member plurality voting (SMP), azaz egymandátumos relatív többségi néven hivatkozik rá. A relatív többségi szavazás szakszerűtlenül szokták egyszerű többségi szavazásnak is nevezni, ami azonban a választáselméletben mást jelöl, és más területeken is saját jelentéssel bírhat (például a parlamenti döntéshozatalban abszolút többséget jelent).
A relatív többségi rendszert gyakran használják olyan rendszerekben, amelyekben több mandátumot kell kiosztani (például egy parlament megválasztására), ez esetben egymandátumos egyéni választókerületekbe osztják a választókat. A relatív többségi rendszer a világ országainak körülbelül egyharmadában, főként az angol nyelvű világban használják a törvényhozási választásokon a mandátumok kiosztásának elsődleges formájaként, azonban a magyar országgyűlési képviselők nagyobb részét is is ilyen rendszerben választják.
Sok országban az arányos képviselet mellett a relatív többségi rendszert is alkalmazzák egy nem kompenzációs, árokrendszernek nevezett vegyes rendszerben. Más helyeken kompenzációs vegyes rendszerekben használják, például a vegyes tagok arányos képviseletének részeként vagy a vegyes egyszavazatos rendszerekben. Egyes országokban, amelyek arányos képviselettel választják meg törvényhozásukat, az relatív többségi rendszert használják államfő megválasztására.
A relatív többségi rendszer alapvetően egymandátumos körzetekben használható. Egymandátumos választáson a legtöbb szavazatot (de nem feltétlenül abszolút többséget) szerzett jelöltet választják meg. A relatív többségi rendszer többmandátumos körzetekben alkalmazható megfelelőjében minden választópolgár (legfeljebb) ugyanannyi szavazatot ad le, ahány tisztséget kell betölteni és a legtöbb szavazatot nyert jelöltek nyernek. Ezt a rendszer blokkszavazásnak hívják és Magyarországon egyéni listás rendszerként is ismert. Ha a választó a többmandátumos körzetben a választáson csak egy szavazattal rendelkezik, a rendszert egyetlen nem-átruházható szavazatnak (single non-transferable vote, SNTV) hívják.
|                          | egyszavazatos módszerek                                                      | többszavazatos módszerek |
| ------------------------ | ---------------------------------------------------------------------------- | --- |
| Egymandátumos módszerek  | relatív többségi szavazás (FPTP/SMP) azonnali többfordulós szavazás (IRV)    | korlátozott több X-es szavazás (limited approval voting) (korlátlan) több X-es szavazás (approval voting) |
| Többmandátumos módszerek | egyetlen nem-átruházható szavazat (SNTV) egyetlen átruházható szavazat (STV) | többszörös nem-átruházható szavazat (MNTV) - blokkszavazás (egyéni listás választási rendszer) - korlátozott blokkszavazás (limited voting, limited block voting) - korlátlan blokkszavazás (többgyőzteses elfogadó szavazás) többszörös átruházható szavazat (MTV) - preferenciális blokkszavazás |

A többfordulós szavazások általában a relatív többségi rendszert használják a fordulóban, amibe azonban általában csak kettő jelölt jut tovább, ilyenkor a győztes a relatív mellett az abszolút többséget is megszerzi. Rendszerint az SNTV szabályai szerint megtartott (azaz minden választónak egy szavazata van) első forduló határozza meg, hogy mely jelöltek juthatnak be a második és az utolsó fordulóba.

## Hatásai
A egymandátumos körzeteken és relatív többségen alapuló rendszer hatása az, hogy a nagyobb pártok, illetve a földrajzilag koncentráltabb támogatottságú pártok aránytalanul sok mandátumhoz jutnak, míg a kisebb pártok aránytalanul kevés mandátumhoz jutnak. Valószínűbbé válik, hogy egyetlen párt egyedül megszerezze a képviselői mandátumok többségét. Az Egyesült Királyságban az 1922 óta lezajlott 24 általános választásból 19-en egypárti többségű kormány alakult ki; például a 2005-ös parlamenti választási eredményei a következők voltak:
| Pártok               | Ülések | Ülések % | Szavazatok % | Szavazatok |
| -------------------- | ------ | -------- | ------------ | ---------- |
| Munkáspárt           | 355    | 56.5     | 36.1         | 9,552,436  |
| Konzervatív Párt     | 198    | 31.5     | 33.2         | 8,782,192  |
| Liberális Demokraták | 62     | 9.9      | 22.6         | 5,985,454  |
| Skót Nemzeti Párt    | 6      | 1.0      | 1.6          | 412,267    |
| Plaid Cymru          | 3      | 0.5      | 0.7          | 174 838    |
| Egyéb                | 4      | 0.6      | 5.7          | 1,523,716  |
| Teljes               | 628    |          |              | 26,430,908 |

Ebben a példában a Munkáspárt a szavazatok mindössze 36%-ával szerezte meg a helyek több, mint felét (azaz abszolút többségét). A két legnagyobb párt együttesen a szavazatok 69%-ával a mandátumok 88%-át szerezte meg. Ezzel szemben a Liberális Demokraták a szavazatok több mint 20%-át szerezték meg, de a mandátumoknak csak 10%-át.
Kétpárti versenyekben jellemzően kevesebb szavazat veszik el.
Több az elveszett szavazat és szavazatok és nagyobb eséllyel állnak elő kisebbségi kormányok, ha a választók nagy csoportjai három, négy vagy több pártra szavaznak, mint ahogy kanadai választásokon elő szokott fordulni. Kanada relatív többségi rendszert használ, és a legutóbbi hat kanadai szövetségi választásból csak kettő hozott létre egypárti többségű kormányt.

## Érvek a relatív többségi rendszer mellett
Az relatív többségi szavazás (SMP) támogatói azzal érvelnek, hogy könnyen érthető, és a szavazatokat könnyebben meg lehet számolni és feldolgozni, mint a preferenciális szavazási rendszerekben. Az SMP sokszor abszolút többséget a nyertes pártnak és ezáltal kellő erejük lesz a törvényhozói programjukat elfogadtatni. Ez előnyös lehet a szóban forgó ország számára olyan körülmények között, amikor a kormány jogalkotási programja széles körű köztámogatást élvez, bár potenciálisan megoszlik a pártok között, vagy legalábbis a társadalom egésze számára előnyös. Problémát jelenthet azonban a törvényhozói többség biztosítása egy olyan kormánynak, amelyet kevesebb, mint a lakosság fele támogat, ha a kormány politikája a választóknak csak azt a részét részesíti előnyben, különösen, ha a választók törzsi, vallási vagy városi-vidéki vonalon oszlanak meg.
Az SMP támogatói azzal is érvelnek, hogy az arányos képviselet (PR) alkalmazása nemcsak lehetővé teheti a kisebb pártok számára, hogy meghatározóakká váljanak az ország törvényhozásában, hanem azt is, hogy túl nagy befolyást szerezzenek (bár ezt némileg mérsékelheti egy elég magas választási küszöb). Ezzel szemben szerintük az SMP általában csökkenti ezt a lehetőséget, kivéve, ha a felek erős regionális alappal rendelkeznek. A Háárec egyik újságírója megjegyezte, hogy Izrael (rendkívül arányos) Knesszetje "nagy hatalmat biztosít viszonylag kis pártoknak, ezzel pedig arra kényszeríti a kormányt, hogy engedjen a politikai zsarolásnak és kompromisszumokat kössön"; Az SMP-t védő Tony Blair azzal érvelt, hogy más rendszerek (az SMP javasolt alternatívái) biztosítják kis pártokat tesznek "királycsinálónak", azaz aránytalan befolyást szereznek.
David Cameron volt brit miniszterelnök arról, ha alatt olyan embereket engednek be a parlamentbe, akik nem végeztek az első helyen a kerületükben, úgy nyilatkozott, mint "egy olyan parlamentet, amely tele van második helyezettekkel, akiket igazából senki sem akart, de nem is tiltakozott ellene". Winston Churchill azért bírálta az alternatív szavazási rendszert, mivel az szerinte "a legértéktelenebb jelöltekre adott legértéktelenebb szavazatok határozzák meg".

## Érvek a relatív többségi rendszer ellen

### Nem reprezentatív

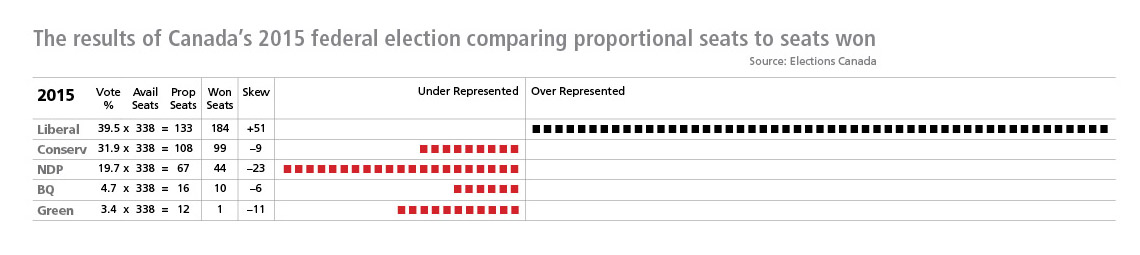

A relatív többségi rendszert leggyakrabban azért kritizálják, mert nem tükrözi a választói akaratot a versengő pártoknak ítélt parlamenti/törvényhozói helyek számában. A kritikusok azzal érvelnek, hogy a választási rendszer alapvető követelménye a választók véleményének pontos képviselete, de az SMP ebből a szempontból gyakran kudarcot vall. Gyakran "hamis többséget" hoz létre azzal, hogy felülreprezentálja a nagyobb pártokat (a parlamenti/törvényhozói helyek abszolút többségét olyan pártnak adja, amely nem kapta meg a szavazatok abszolút többségét), míg a kisebbeket alulreprezentálja. Az itt található diagram, amely a kanadai 2015-ös szövetségi választást foglalja össze, bemutatja, hogy az SMP hogyan tudja hamisan (aránytalanul) mandátumokra konvertálni a szavazatokat.

### A fordított többség (a vesztesek győzelme)
A többség megfordítása vagy a választás inverziója olyan helyzet, amikor a szavazatok összesített többségét megszerző párt elveszíti a választást, vagy nem szerez több mandátumot. Az inverzió híres példái közé tartoznak a 2012-es ghánai, az 1978-as és az 1981-es új-zélandi, valamint az 1951-es egyesült királyságbeli választások. Arra, hogy az országos szavazatok alapján második helyezett párt több mandátumot szerzett, mint mint az első, híres példa a 2019-es kanadai választás.
Még akkor is, ha egy párt a szavazatok, több mint felét szerzi meg egy szinte tisztán kétpárti versengésben, lehetséges, hogy a második helyezett megszerezze a mandátumok többségét. Ez történt Saint Vincentben és a Grenadine-szigeteken 1966-ban, 1998-ban és 2020-ban, valamint Belize-ben 1993-ban.
Ez nem feltétlen a választókerületek aránytalansága miatt van. Még ha minden mandátum ugyanannyi szavazatot is képvisel, a második helyezett párt (országosan szavazatban) a mandátumok többségét szerezheti meg hatékony szavazatelosztással. Ha szűkösen mandátumot nyerünk, máshol pedig nagy fölénnyel veszítünk, akkor hatékonyabb, mintha nagy különbséggel mandátumot nyernénk, máshol pedig szűken veszítenénk. A mandátumok többségéhez elegendő, ha a választókerületek többségében több szavazatot nyernek. Ez még csak két párt és egyenlő választókerület mellett is a teljes szavazatok alig több mint egynegyedét jelenti.

### Földrajzi problémák

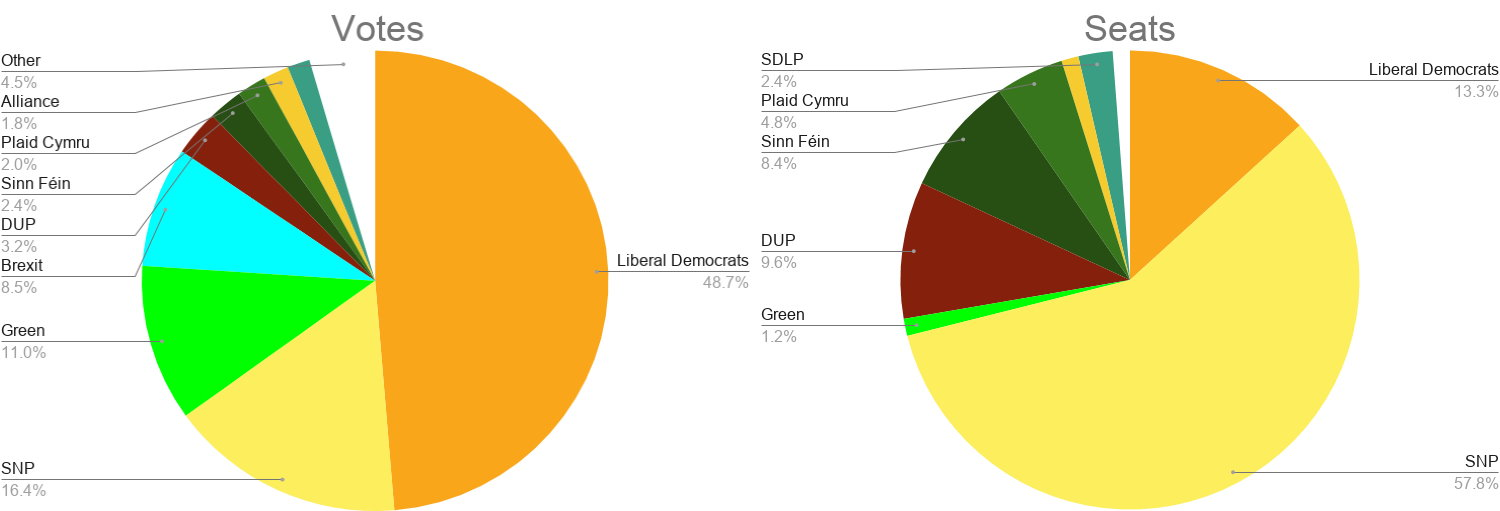
A regionális pártok arányosan több mandátumot szereznek, mint amennyi szavazati arányuk. Szavazatok (balra) és mandátumok (jobbra) A 2019-es brit parlamenti választás a Konzervatív és Munkáspárt eltávolításával.

#### Földrajzi favoritizmus
Az SMP általában azokat a pártokat részesíti előnyben, amelyek szavazatukat bizonyos szavazókörzetekre (vagy tágabb értelemben meghatározott földrajzi területekre) koncentrálhatják. Ennek az az oka, hogy ezzel sok helyet szereznek, és nem „pazarolnak el” sok szavazatot más területeken.
A Brit Választási Reform Társaság (ERS) szerint a regionális pártok profitálnak ebből a rendszerből. "A földrajzi bázissal az Egyesült Királyságban kisméretű pártok még mindig nagyon jól teljesíthetnek."
Másrészt a kisebb pártok, amelyek nem koncentrálják szavazataikat, általában sokkal alacsonyabb mandátumarányt kapnak, mint a szavazatok, mivel elveszítik a megmérettetett mandátumok nagy részét, és szavazatuk nagy részét „elpazarolják”.
Az ERS azt is kijelenti, hogy a sok különálló körzetet használó FPTP-választásokon "a földrajzi bázissal nem rendelkező kis pártok nehezen tudnak mandátumot szerezni".
A Make Votes Matter azt mondta, hogy a 2017-es brit parlamenti választásokon "a Zöld Párt, a Liberális Demokraták és a UKIP (kisebb, nem regionális pártok) a szavazatok 11%-át kapták meg közöttük, de a mandátumok mindössze 2%-án osztoztak". A 2015-ös brit parlamenti választások szerint "ugyanaz a három párt kapta az összes leadott szavazat csaknem negyedét, de ezek a pártok a mandátumok mindössze 1,5% -án osztoztak."
A Make Votes Matter szerint és az alábbi diagramon a 2015-ös brit parlamenti választáson a UKIP a harmadik helyen végzett a szavazatok számát tekintve (3,9 millió/12,6%), de csak egy mandátumot szerzett a parlamentben, ami 3,9 millió szavazatra egy mandátum jut. A konzervatívok viszont 34 000 szavazatonként egy helyet kaptak.

Grafikon, amely az összesített szavazatok (belső kör) és a pártok által megszerzett mandátumok (külső kör) közötti különbséget mutatja a 2015-ös brit parlamenti választáson

#### Torz földrajzi képviselet
Az SMP „győztes mindent visz” jellege torz reprezentációs mintákhoz vezet, mivel eltúlozza a párttámogatás és a földrajz (választókerületek elhelyezkedése) közötti összefüggést.
Például az Egyesült Királyságban a Konzervatív Párt képviseli a legtöbb vidéki körzetet Angliában, valamint Dél-Anglia nagy részét, míg a Munkáspárt jellemzően az angol városok többségében és Észak-Anglia nagy részében erős. Ez a minta elrejti a nem domináns pártra leadott sok helyi szavazatot. A pártok az ország jelentős részein választott politikusok nélkül találhatják magukat, ami fokozza a regionalizmus érzését. A párt támogatói (akik ennek ellenére jelentős kisebbséget alkotnak) az ország ezen részein nem képviseltetik magukat.

### Taktikai szavazás
Mivel a választóknak meg kell jósolniuk, hogy ki lesz az első két jelölt, az eredmények jelentősen torzulhatnak:
- Egyes szavazók az alapján fognak szavazni, hogy mások hogyan fognak szavazni, megváltoztatva eredetileg tervezett szavazatukat;
- Jelentős hatalmat adnak a médiának, mert a szavazók egy része el fogja hinni annak állításait, hogy valószínűleg kik lesznek a vezető versenyzők. Még szavazók, akik nem bíznak a médiában tudni fogja, hogy mások hisznek a médiát, és ezért azok a jelöltek, akik megkapják a legtöbb média figyelmét valószínűleg a legnépszerűbb;
- Egy új, előélettel nem rendelkező jelölt, akit egyébként a szavazók többsége támogatna, valószínűtlennek tekinthető az első kettő között, és így szavazatokat veszíthet a taktikai szavazás miatt;
- Az eljárás elősegíti ellenszavazattal szemben szavazatokat. Például az Egyesült Királyságban (és csak a nagy-britanniai régióban) egész kampányokat szerveztek azzal a céllal, hogy a Konzervatív Párt ellen szavazzanak a Munkáspárt, Angliában és Walesben a Liberális Demokrata pártra, 2015 óta pedig az SNP-re Skóciában, amelyen minden településen a legjobb helyzetben lévőnek tartják a nyerésre. Az ilyen viselkedést nehéz objektíven mérni.

Az egymandátumos körzetekben alkalmazható (azok megtartásával működtethető) más szavazási módok támogatói azzal érvelnek, hogy ezek csökkentenék a taktikai szavazás szükségességét és csökkentenék a spoiler hatást. A példák közé tartoznak a preferenciális szavazási rendszerek, például az azonnali többfordulós szavazás, valamint a kétfordulós rendszer és a kevésbé tesztelt módszerek, például az elfogadó szavazás és a Condorcet-módszerek.

### Hatás a politikai pártokra
A Duverger-törvény egy olyan politikatudományi elmélet, amely szerint az elsőbbségi módszereket alkalmazó választókerületek kétpártrendszerhez vezetnek, legalábbis, ha elegendő idő áll rendelkezésre.
Mindazonáltal a legtöbb olyan országban, ahol a választások első helyezése zajlik, többpárti törvényhozás működik (bár két párttal nagyobb, mint a többi), az Egyesült Államok képezi a fő kivétel.
Felmerült, hogy a földrajzi képviselet torzulásai arra ösztönözhetik a pártokat, hogy figyelmen kívül hagyják azon területek érdekeit, amelyeken túl gyengék ahhoz, hogy sok esélyük legyen a képviselet megszerzésére, ami olyan kormányokhoz vezet, amelyek nem a nemzeti, hanem egyes regionális érdekek szerint kormányoznak. Továbbá a választási kampányok során a pártok kampánytevékenysége inkább a marginális mandátumokra összpontosul, ahol a képviselet változására van kilátás, így a biztosabb mandátumot nyújtó körzeteket elhanyagolják az aktív kampányokban. A politikai pártok úgy működnek, hogy körzeteket céloznak meg, aktivistáikat és politikai javaslataikat a versenyben levőnek tekintett területek felé irányítják, ahol minden további szavazatnak nagyobb az értéke.

### Elveszett szavazatok
Az elveszett szavazatok a vesztes jelöltekért, illetve a győzelemhez szükséges számú győztes jelöltekért leadott szavazatok. Például az Egyesült Királyság 2005-ös parlamenti választásán a szavazatok 52%-a vesztes jelöltekre érkezett, 18%-a pedig többletszavazat volt – így összesen ez összesen 70% volt "elveszett" szavazat. Ezen az alapon a szavazatok nagy többsége nem játszhat szerepet az eredmény meghatározásában. Ez a „győztes mindent visz” rendszer lehet az egyik oka annak, hogy „a szavazók részvétele általában alacsonyabb az SMP- használó országokban, mint máshol”.

### Választókerületek manipulációja (Gerrymandering)
Mivel az SMP sok elpazarolt szavazatot tesz lehetővé, az SMP választások könnyebben manipulálhatók. Az angolul gerrymanderingnek hívott folyamat révén a választási körzeteket szándékosan úgy alakítják ki, hogy méltánytalanul növeljék az egyik párt által megszerzett mandátumok számát azáltal, hogy átrajzolják a térképet úgy, hogy az egyik pártnak kevés olyan körzete legyen, amelyben a szavazatok túlnyomó többsége van (akár a politika, akár a demográfiai helyzet miatt, hajlamos egy párt előnyben részesíteni, vagy más okok miatt), és sok olyan körzet, ahol az kisebb hátrányban van. 

### Kamujelöltek, manipulációs díjak
Az úgynevezett spoilerek jelenléte gyakran felkelti a gyanút, hogy a manipulációra került sor, lehet, hogy egy spoiler jelölt ösztönzést kapott az indulásra, hogy elszívja a szavazatokat egy jelölttől. Egy potenciális spoiler is kieshet az utolsó pillanatban, ami felkelti a gyanút, hogy valójában kamujelölt lett volna.

### A kisebb pártok csökkenthetik a legnagyobb hasonló párt sikerét
Az elsőbbségi pozícióban egy kis párt elhúzhat szavazatokat és mandátumokat egy nagyobb párttól, amelyhez jobban hasonlít, és ezáltal előnyt biztosít annak, amelyhez kevésbé hasonlít. Például a 2000-es amerikai elnökválasztáson a baloldali beállítottságú Ralph Nader több szavazatot "elszívott" a baloldali beállítottságú Al Gore-tól, mint ellenfele, ami azt a vádat eredményezte, hogy Nader a demokraták "megrontója".

### Biztos mandátumok
Az SMP egyes helyeken, földrajzi okokból jelentős számú biztonságos mandátumot biztosít (különösen a nagyobb pártoknak), ahol a képviselő védve van az eredmények ingadozásától, kivéve a legdrámaibb változásoktól. Az Egyesült Királyságban az Electoral Reform Society becslése szerint a mandátumok, több mint fele biztonságosnak tekinthető. Állításuk szerint a 2009-es kiadási botrányban érintett tagok sokkal nagyobb eséllyel rendelkeztek biztonságos mandátummal, mint versenyben levő körzettel.
Más szavazási rendszerek, különösen a pártlistás arányos rendszer azonban szintén létrehozzák politikusok egy olyan csoportját, akik viszonylag immunisak a választói nyomással szemben. 

### Elősegítheti az extrém politikai irányzatokat
A Constitution Society 2019 áprilisában közzétett egy jelentést, amelyben kijelentik, hogy „[bizonyos körülmények között] az SMP elősegítheti a szélsőséges politikát, mivel ha egy radikális frakció megszerezné az irányítást az egyik nagy politikai párt felett, az SMP azon dolgozik, hogy megőrizze a párt pozícióját. Ennek az az oka, hogy a relatív többségi rendszer pszichológiai hatása elriasztja a nagyobb párt támogatóit attól, hogy egy kisebb pártra szavazzanak, tiltakozva annak politikája ellen, mivel ez valószínűleg csak a nagy párt legfőbb riválisát segítené. A szélsőséges hangok visszaszorítása helyett az SMP manapság a Munkáspárt és a Konzervatív Párt (viszonylag) szélsőséges hangjait erősíti meg."
A választási reform mellett kampányolók azzal érveltek, hogy az SMP használata Dél-Afrikában hozzájárult ahhoz, hogy az országban az 1948-as választások után létrejöjjön az apartheid rendszert.

### A politikai sokszínűség visszaszorítása
A Make Votes Matter politikai aktivista csoport szerint az SMP erőteljes ösztönzőt jelent a nagy pártok számára, arra hogy a szavazók hasonló szegmenseit célozzák meg, hasonló politikával. Ennek hatása csökkenti a politikai sokszínűséget egy országban, mert a nagyobb pártok arra ösztönzöttek, hogy hasonló politikák mentén egyesüljenek. Az ACE Electoral Knowledge Network a „brit gyarmatosítás örökségeként” írja le SMP-használatát Indiában.

### A háborúban való részvétel valószínűsége
Leblang és Chan kutatásai szerint, egy ország választási rendszere a legfontosabb előrejelzője egy ország háborúban való részvételének, három különböző mérték szerint: (1) amikor egy ország elsőként lépett be egy háborúba; (2) amikor csatlakozott egy többnemzetiségű koalícióhoz egy már folyamatban lévő háborúba; és (3) amennyi ideig maradt a háborúban, miután belépett.
Ha a nép tisztességesen képviselteti magát a parlamentben, több olyan csoport is hozzáférhet a háború megakadályozásához szükséges politikai hatalomhoz, akik tiltakozhatnak egy esetleges háború ellen. Az arányos képviselet esetén a háborúhoz és más jelentősebb döntésekhez általában a tényleges többség beleegyezése szükséges.
A brit emberi jogi aktivista, Peter Tatchell és mások azzal érveltek, hogy Nagy-Britannia elsősorban az SMP politikai hatásai miatt lépett be az iraki háborúba, és hogy az arányos képviselet megakadályozta volna Nagy-Britannia részvételét ebben a háborúban.

## Kampányok az SMP leváltására
Sok SMP-t használó országban aktív kampányok vannak az arányos képviseletre való átálláshoz (pl. Egyesült Királyság és Kanada ). A legtöbb modern demokrácia az arányos képviselet (PR) formáit alkalmazza. Az Egyesült Királyság esetében az FPTP megszüntetésére irányuló kampány legalább az 1970-es évek óta tart. Mindazonáltal mindkét országban a reformkampányok a nagy, hivatalban lévő pártok akadályaival szembesülnek, akik irányítják a törvényhozást, és akiket arra ösztönöznek, hogy ellenálljanak az FPTP-rendszer leváltására tett kísérleteknek, amelyek kisebbségi szavazáson választották meg őket.

## Megfelelés szavazási kritériumoknak
A szakértők a szavazási módszereket matematikailag levezetett szavazási kritériumok alapján értékelik, amelyek különböző kívánatos jellemzőket írnak le. Egyetlen módszer sem felelhet meg az összes kritériumnak, mert némelyikük kölcsönösen kizárja egymást, amint azt Arrow lehetetlenségi tétele és a Gibbard–Satterthwaite tétel mutatják.
| Megfelel? | Kritérium                                     | Leírás |
| --------- | --------------------------------------------- | --- |
| Igen      | (Abszolút) többségi kritérium (MC)            | Az abszolút többségi kritérium szerint „ha egy jelöltet a választók abszolút többsége (több mint 50%-a) a legjobbnak találja, akkor annak a jelöltnek kell nyernie”. Ennek a feltételnek megfelel a relatív többségi rendszer megfelel (bár nem fordítva: a jelölt akkor is nyerhet, ha nincs meg az 50%-a). Bár a kritérium minden választókerületi szavazatnál teljesül, nem teljesül a parlamentben győztes párt szavazatainak összeadásakor az SMP rendszer alatt. |
| Nem       | Kölcsönös (abszolút) többségi kritérium (MMC) | A kölcsönös abszolút többségi kritérium kimondja, hogy „ha a választók abszolút többsége (több mint 50%-a) bizonyos számú (k) jelölt valamelyikét tartja a legjobbnak, akkor azok közül a jelöltek (k) közül az egyiknek kell nyernie”. A relatív többségi szavazás nem felel meg ennek a feltételnek. |
| Nem       | Condorcet-győztes kritérium                   | A Condorcet-győztes kritériuma kimondja, hogy "ha egy jelölt megnyerné a fej-fej elleni versenyt az összes többi jelölttel szemben, akkor ennek a jelöltnek meg kell nyernie az összesített választást". A relatív többségi szavazás nem felel meg ennek a feltételnek. |
| Nem       | Condorcet-vesztes kritérium                   | A Condorcet-vesztes kritérium kimondja, hogy "ha egy jelölt elveszítené a fej-fej elleni versenyt az összes többi jelölttel szemben, akkor az a jelölt nem nyerheti meg az összes jelölt közti választást". A relatív többségi szavazás nem felel meg ennek a feltételnek. |
| Nem       | Irreleváns alternatívák függetlensége (IIA)   | Az irreleváns alternatívák függetlenségének kritériuma kimondja, hogy "a választás eredménye akkor is változatlan marad, ha egy jelölt, aki nem tud nyerni, úgy dönt, hogy indul." Az relatív többségi szavazás nem felel meg ennek a feltételnek. |
| Nem       | A klónoktól való függetlenség kritériuma      | A klónok függetlenségének kritériuma kimondja, hogy "a választási eredmény ugyanaz marad, még akkor is, ha az egyik jelölttel azonos jelölt, akit ugyanúgy ítélnek meg a választók, úgy dönt, hogy indul." A relatív többségi szavazás nem felel meg ennek a feltételnek. |

## Használata

### Relatív többségi szavazással választott államfők
A relatív többségi szavazást viszonylag kevés (22) országban használják államfők (általában: köztársasági elnökök) közvetlen választására, ennél sokkal gyakoribb a kétfordulós szavazás használata (83 ország), amiben az első két jelölt között második fordulót tartanak (ha az első fordulóban egy jelölt se szerzi meg a szavazatok több, mint felét).
| Európa                                                | Afrika                          | Amerika   | Ázsia és Óceánia               |
| ----------------------------------------------------- | ------------------------------- | --------- | ------------------------------ |
| Bosznia-Hercegovina (egy-egy a fő nemzetiségek által) | Angola                          | Honduras  | Fülöp-szigetek                 |
| Izland                                                | Egyenlítői-Guinea               | Mexikó    | Koreai Köztársaság (Dél-Korea) |
|                                                       | Gambia                          | Nicaragua | Kiribati                       |
|                                                       | Kamerun                         | Panama    | Palesztina                     |
|                                                       | Kongói Demokratikus Köztársaság | Paraguay  | Szingapúr                      |
|                                                       | Malawi                          | Venezuela | Tajvan                         |
|                                                       | Ruanda                          |           |                                |
|                                                       | Tanzánia                        |           |                                |

### Relatív többségi szavazással választott törvényhozó testületek
Az alábbiakban azoknak az országoknak a listája található, amelyek nemzeti törvényhozásukban jelenleg az (egymandátumos) egyéni választókerületi relatív többségi szavazás követik.
Európában ma már csak a Fehéroroszország és az Egyesült Királyság alkalmazza kizárólagosan a relatív többségi szavazást a törvényhozást jelentősebb erővel rendelkező házában (alsóház), míg Lengyelországban a Szenátust választják ezzel a módszerrel.
| Európa                               | Afrika                      | Amerika                                                          | Ázsia és Óceánia            |
| ------------------------------------ | --------------------------- | ---------------------------------------------------------------- | --------------------------- |
| Belarusz (Fehéroroszország)          | Botswana                    | Amerikai Egyesült Államok (alsó- és felsőház) lásd a megjegyzést | Azerbajdzsán                |
| Lengyelország (csak a felsőház)      | Eritrea                     | Antigua és Barbuda                                               | Banglades                   |
| Egyesült Királyság (csak az alsóház) | Eswatini (Szváziföld)       | Bahama-szigetek                                                  | Bhután (alsó- és felsőház)  |
|                                      | Etiópia                     | Barbados                                                         | India (csak az alsóház)     |
|                                      | Gambia                      | Belize                                                           | Jemen                       |
|                                      | Ghána                       | Dominikai Közösség                                               | Katar                       |
|                                      | Kenya                       | Dominikai Köztársaság                                            | Malajzia                    |
|                                      | Libéria                     | Grenada                                                          | Maldív-szigetek             |
|                                      | Malawi                      | Jamaica                                                          | Mianmar (alsó- és felsőház) |
|                                      | Nigéria (alsó- és felsőház) | Kanada (csak az alsóház)                                         | Mikronézia                  |
|                                      | Sierra Leone                | Saint Kitts és Nevis                                             | Palau (alsó- és felsőház)   |
|                                      | Uganda                      | Saint Lucia                                                      | Salamon-szigetek            |
|                                      | Zambia                      | Saint Vincent és a Grenadine-szigetek                            | Szamoa                      |
|                                      |                             | Trinidad és Tobago                                               | Tonga                       |

Egyéb (Tengerentúli területek)
- Cook-szigetek (Új-Zéland)
- Amerikai Virgin-szigetek (Amerikai Egyesült Államok)
- Bermuda (Egyesült Királyság)
- Kajmán-szigetek (Egyesült Királyság)
- Brit Virgin-szigetek (Egyesült Királyság)

Megjegyzés: A 2020-as választások előtt az Egyesült Államokban Alaszka és Maine államok teljesen felhagytak az SMP-vel a rangsorolós szavazás (ranked-choice voting, rövidítve: RCV) javára. Az Egyesült Államokban az 50 állam közül 48, valamint a szövetségi főváros Washington DC használja az SMP-t az Elektori Kollégium elektorainak megválasztására (amely viszont az elnököt választja); Maine és Nebraska egy olyan változatot használ, ahol az egyes kongresszusi körzetek elektori szavazatait az SMP választás eredménye ítéli oda, és az országos győztes további két elektori szavazatot kap. Az SMP-t alkalmazó államokban a legtöbb szavazatot szerző elnökjelölt nyeri meg az állam összes elérhető elektorát, függetlenül a szavazatok számától vagy arányától, illetve a vezető jelölt és az első helyezett között elkülönülő különbségtől.

### Részben relatív többségi szavazással választott törvényhozó testületek
Blokkszavazás mellett (többségi képviselet) vagy vegyes többségi rendszer részeként (félarányos képviselet)
- Brazília – a Szenátusban, relatív többségi blokkszavazás mellett (felváltva választásonként)
- Elefántcsontpart
- Irán
- Marshall-szigetek
- Omán
- Pakisztán
- Szingapúr
- Koreai Köztársaság (Dél-Korea)
- Tajvan

Vegyes arányos rendszer (MMP/AMS) részeként
- Bolívia
- Németország
- Lesotho
- Új-Zéland

Devolvált parlamentek
- Skócia (Egyesült Királyság)
- Wales (Egyesült Királyság)

Helyi választások
- London (Egyesült Királyság)
- Nagyobb Dél-afrikai települések

### Korábbi használat
- Argentína (A Képviselőház a pártlista PR-t használja. Csak kétszer használt FPTP, először 1902 és 1905 között, csak az 1904-es választásokon,[44] másodszor pedig 1951 és 1957 között, csak az 1951-es és 1954-es választásokon.)[45]
- Ausztrália (1918-ban az IRV váltotta fel, az ausztrál szenátusban pedig az STV 1948-ban)
- Belgium (1831-ben fogadták el, 1899-ben a pártlistás PR[46] a német nyelvű elektori kollégium európai parlamenti képviselőjét még mindig az FPTP választja[47]
- Ciprus (1981-ben arányos képviselet váltotta fel)
- Dánia (1920-ban arányos képviselet váltotta fel)
- Hongkong (1995-ben fogadták el, 1998-ban a pártlistás PR váltotta fel)
- Japán (1993-ban párhuzamos szavazás váltotta fel)
- Libanon (2017 júniusában arányos képviselet váltotta fel)
- Lesotho (2002-ben az MMP- párt listája váltotta fel)
- Málta (1921-ben az STV váltotta fel)
- Mexikó (1977-ben párhuzamos szavazás váltotta fel)
- Nepál (felváltotta a párhuzamos szavazás)[48]
- Hollandia (1917-ben a pártlista PR váltotta fel[49]
- Új-Zéland (1996-ban az MMP váltotta fel)
- Pápua Új-Guinea (2002-ben az IRV váltotta fel[50]
- Fülöp-szigetek (amelyet 1998-ban a képviselőházi választásokon párhuzamosan szavaztak, 1941-ben pedig többszörös, át nem ruházható szavazatot a szenátusi választásokon)
- Portugália (a pártlista PR helyettesíti)[51]
- Dél-Afrika (1996-ban felváltotta a pártlista PR)
- Tanzánia (1995-ben párhuzamos szavazás váltotta fel)

## Fordítás
Ez a szócikk részben vagy egészben  a   First-past-the-post voting című angol Wikipédia-szócikk ezen változatának fordításán alapul.  Az eredeti cikk szerkesztőit annak laptörténete sorolja fel. Ez a jelzés csupán a megfogalmazás eredetét és a szerzői jogokat jelzi, nem szolgál a cikkben szereplő információk forrásmegjelöléseként.